# يوليا إفرموفا
يوليا إفرموفا مواليد 14 فبراير 1985 في كورسك، الاتحاد السوفيتي، هي لاعبة كرة مضرب روسية بدأت مسيرتها كمحترفة سنة 2001 تلعب باليد اليمنى. أعلى تصنيف لها في الفردي كان 285. أعلى تصنيف لها في الزوجي كان 193.